# Провинции Бутана
Королевство Бутан состояло из 9 провинций: Тронгса, Паро, Бумтанг, Дага, Курмэйд, Куртед, Пунакха, Тхимпху, Вангди-Пходранг. Главами провинций являются пенлопы и дзонгпены. Курмэйд и Куртед были объединены в одну администрацию, вследствие чего в Бутане существовало 8 «правителей», полностью подчинённых королю.

## История
При дуальной системе управления государством, всё более ослабевающий контроль центрального правительства привёл де-факто к распаду правительства Шабдрунг Ринпоче после смерти Шабдрунг Нгаванг Намгьяла в 1651 году. Согласно этой системе, Шабдрунг руководил светской (в качестве Друк Деси) и религиозной (в качестве Дже Кхемпо) ветвями власти. Два преемника Шабдрунга — сын (1651) и сводный брат (1680) — фактически разделили между собой власть (как Друк Деси и Дже Кхемпо), пока страна продолжала раскалываться борьбой светских региональных пенлопов и дзонгпенов, что происходило на фоне гражданской войны и вторжений из Тибета и Монгольской империи. Пенлопы Тронгса и Паро, и дзонгпены Пунакха, Тхимпху, и Вангди-Пходранг были особенно заметными фигурами в борьбе за региональное господство. В течение этого периода, в общей сложности было девять провинций и восемь конкурирующих между собой пенлопов, из которых особенно выделялись пенлоп Паро, контролирующий запад Бутана, его соперник пенлоп Тронгса на востоке страны, и дзонгпены, контролирующие районы, расположенные вокруг их дзонгов. Пенлон Паро назначался центральным правительством, возглавляемом Друк Дези, так как в контролируемых им западных регионах находились прибыльные торговые маршруты и самые плодородные сельскохозяйственные земли, ставшие объектом конкуренции между аристократическими семьями.
10-й пенлоп Тронгса Джигме Намгьял начал консолидацию власти в своих руках, что открыло путь к власти для его сына — 12-го пенлопа Тронгса и 21-го пенлопа Паро) Угьена Вангчука, в бою де-факто получившего превосходство над своими противниками, и затем де-юро получившего власть над страной путём установления монархии в 1907 году, что ознаменовало создание современного Королевства Бутан и господство династии Вангчук. С созданием монархии и консолидации власти, традиционные роли провинций, их правителей, а также двойная система правления подошли к концу. С этого времени провинции Бутана реорганизовывались несколько раз, следствием чего стало создание двадцати районов (дзонгхагов).